# VdB 18
vdB 18 est une petite nébuleuse diffuse, visible dans la constellation de Persée.
Elle est située exactement à mi-chemin entre les deux étoiles Algol et ξ Persei, la première étant une étoile bleu-blanc bien connue pour ses variations et la seconde une étoile bleue de quatrième magnitude située au sud de ε Persei, et à environ un demi-degré au nord-est de l'amas ouvert NGC 1342. Elle apparaît illuminée par une étoile bleue cataloguée HD 22114 et également connue sous le nom d'étoile variable V496 Persei, étant une variable α² CVn et apparaît donc comme une nébuleuse avec une couleur nettement bleutée. Le nuage s'étend particulièrement vers le sud, où il présente une structure allongée parallèle à l'étoile.
Cette nébuleuse se trouve au-delà du bord nord du grand complexe connu sous le nom de nuage moléculaire de Persée et semble connectée à un système de nébuleuses obscures directement liées à la nébuleuse Californie, visible au sud-est. Les phénomènes de formation d'étoiles sont actifs dans toute la région, comme le démontre la présence de jeunes objets stellaires. La distance du système est estimée à 900 années-lumière du système solaire.